# British Hockey League 1984/85
Die Saison 1984/85 war die dritte Spielzeit der British Hockey League, der höchsten britischen Eishockeyspielklasse. Meister wurden die Durham Wasps.

## Modus
In der Hauptrunde absolvierte jede der zehn Mannschaften insgesamt 36 Spiele. Der Erstplatzierte der Hauptrunde wurde Meister. Für einen Sieg erhielt jede Mannschaft zwei Punkte, für ein Unentschieden einen Punkt und für eine Niederlage null Punkte.

## Hauptrunde

### Tabelle
|     | Klub                | Sp | S  | U | N  | Tore    | Punkte |
| --- | ------------------- | -- | -- | - | -- | ------- | ------ |
| 1.  | Durham Wasps        | 36 | 29 | 2 | 5  | 326:167 | 60     |
| 2.  | Fife Flyers         | 36 | 27 | 4 | 5  | 325:168 | 58     |
| 3.  | Murrayfield Racers  | 36 | 24 | 4 | 8  | 291:177 | 52     |
| 4.  | Ayr Bruins          | 36 | 18 | 3 | 15 | 288:246 | 39     |
| 5.  | Streatham Redskins  | 36 | 17 | 2 | 17 | 210:210 | 36     |
| 6.  | Cleveland Bombers   | 36 | 16 | 3 | 17 | 285:290 | 35     |
| 7.  | Dundee Rockets      | 36 | 16 | 3 | 17 | 233:229 | 35     |
| 8.  | Nottingham Panthers | 36 | 12 | 2 | 22 | 151:233 | 26     |
| 9.  | Whitley Warriors    | 36 | 6  | 1 | 29 | 236:358 | 13     |
| 10. | Southampton Vikings | 36 | 3  | 0 | 33 | 125:392 | 6      |

Sp = Spiele, S = Siege, U = Unentschieden, N = Niederlagen